# Erich Dietz (Künstler)
Erich Dietz (* 20. Oktober 1903 in Zipsendorf; † 11. Mai 1990 in Plottendorf) war ein deutscher Maler und Bildhauer.

## Leben
Erich Dietz absolvierte eine Ausbildung als Schlosser und Dreher. Danach studierte er an der Schule des Lindenau-Museums in Altenburg und von 1925 bis 1929 an der Staatlichen Hochschule für bildende Kunst in Weimar. Sein erstes großes öffentliches Werk war ein Ehrenmal für den ersten deutschen Reichspräsidenten Friedrich Ebert in Meuselwitz, das Mitte der 1930er Jahre von den Nationalsozialisten wieder abgerissen wurde.
Nach dem Zweiten Weltkrieg lebte er in Altenburg, dann betrieb er mit der Bildhauerin Annemarie Hase eine Keramikwerkstatt zunächst in Meuselwitz, ab 1963 in Plottendorf. Daneben war er weiter als Maler und Holzbildhauer aktiv. In seinen Gemälden stellte er häufig Landschaften im Altenburger Braunkohlerevier dar, als Bildhauer experimentierte er auch mit abstrakten Formen. Mehrfach wurden seine Werke im Lindenau-Museum ausgestellt.
Das Lindenau-Museum Altenburg verfügt über einen großen Bestand seiner Werke.

## Darstellung Dietz’in der bildenden Kunst
- Alfred Ahner: Porträt Erich Dietz (1926, Zeichenkohle, 63,5 × 48,1 cm; Lindenau-Museum)

## Werke (Auswahl)

### Plastiken
- Kinderkopf (vor 1947, Birnbaumholz)[3]
- Kinderkopf/Knabe (1950, Gips)[4][5]
- Junger Pionier, sich ausziehend (1953, Gips, getönt)[6][5]

### Zeichnungen
- Landschaft mit Fabrik (1952, Bleistift)[7][5]

### Druckgrafik
- Die roten Spitzen in Altenburg (vor 1946, Holzschnitt)[8]

## Ausstellungen (unvollständig)

### Einzelausstellungen
- 1979: Altenburg/Thüringen, Lindenau-Museum
- 1981: Dresden, Galerie Kunst der Zeit (mit Annemarie Hase)
- 1988: Altenburg/Thüringen, Lindenau-Museum (Malerei, Zeichnung, Grafik, Plastik, Keramik)
- postum 2009: Altenburg/Thür., Lindenau-Museum (mit Alfred Ahner, Heinrich Burkhardt und Erhard Goschala)

### Ausstellungsbeteiligungen
- 1946: Altenburg/Thür., Lindenau-Museum (Jubiläumsausstellung anlässlich des siebzigjährigen Bestehens des  Lindenau-Museums)
- 1947: Erfurt, Thüringenhalle  (1. Landesausstellung Bildender Künstler Thüringens)[9]
- 1949: Dresden, 2. Deutsche Kunstausstellung
- 1954: Altenburg/Thür., Lindenau-Museum („100 Jahre Staatliches Lindenau-Museum“)
- 1954, 1954 und 1955: Leipzig, Bezirkskunstausstellungen
- 1975: Altenburg/Thüringen, Lindenau-Museum („Lithografie im Bezirk Leipzig“)
- 1977: Altenburg/Thüringen, Lindenau-Museum („Zeichnung im Bezirks Leipzig“)
- 1984: Leipzig, Museum der bildenden Künste („Kunst in Leipzig 1949 -1984“)